# Gymnogeophagus balzanii
Gymnogeophagus balzanii es una especie de peces de la familia Cichlidae.

## Morfología
Los machos pueden llegar alcanzar los 18 cm de longitud total.

## Distribución geográfica
Se encuentran en Sudamérica: cuencas de los ríos  Paraná (Brasil, Paraguay y Argentina) y  Uruguay (Uruguay y Brasil ).